# Prokop Diviš
Václav Prokop Diviš, latinsky Procopius Divisch, německy Prokop Diwisch či Divisch, vlastním jménem Václav Divíšek (26. března 1698 Helvíkovice u Žamberka – 21. prosince 1765 Přímětice u Znojma), byl český katolický kněz, teolog, člen premonstrátského řádu, přírodovědec, léčitel, hudebník a vynálezce. Je znám především jako vynálezce bleskosvodu či hromosvodu (1750–1754). Svůj „meteorologický stroj", který fungoval jako bleskosvod, sestrojil dříve (1754) než světově uznávaný vynálezce bleskosvodu Benjamin Franklin (teoretický koncept 1753, sestrojen 1760). Divišova koncepce byla ovšem odlišná od Franklinovy, jehož bleskosvod byl především uzemněný, a proto fungoval lépe.

## Mládí
Václav Divíšek se narodil v malé zemědělské usedlosti na okraji Žamberka, manželům Anně a Janu Divíškovým. Žil zde se svými sourozenci do roku 1714, když zemřel jeho otec, nevelké hospodářství převzal jeho starší bratr Jan. Dnes v těchto místech na levém břehu řeky Divoké Orlice v Helvíkovicích stojí novější stavení, nazývané „Domek Prokopa Diviše“, které je od roku 1965 zpřístupněno veřejnosti jako součást Městského muzea v Žamberku.

## Studium

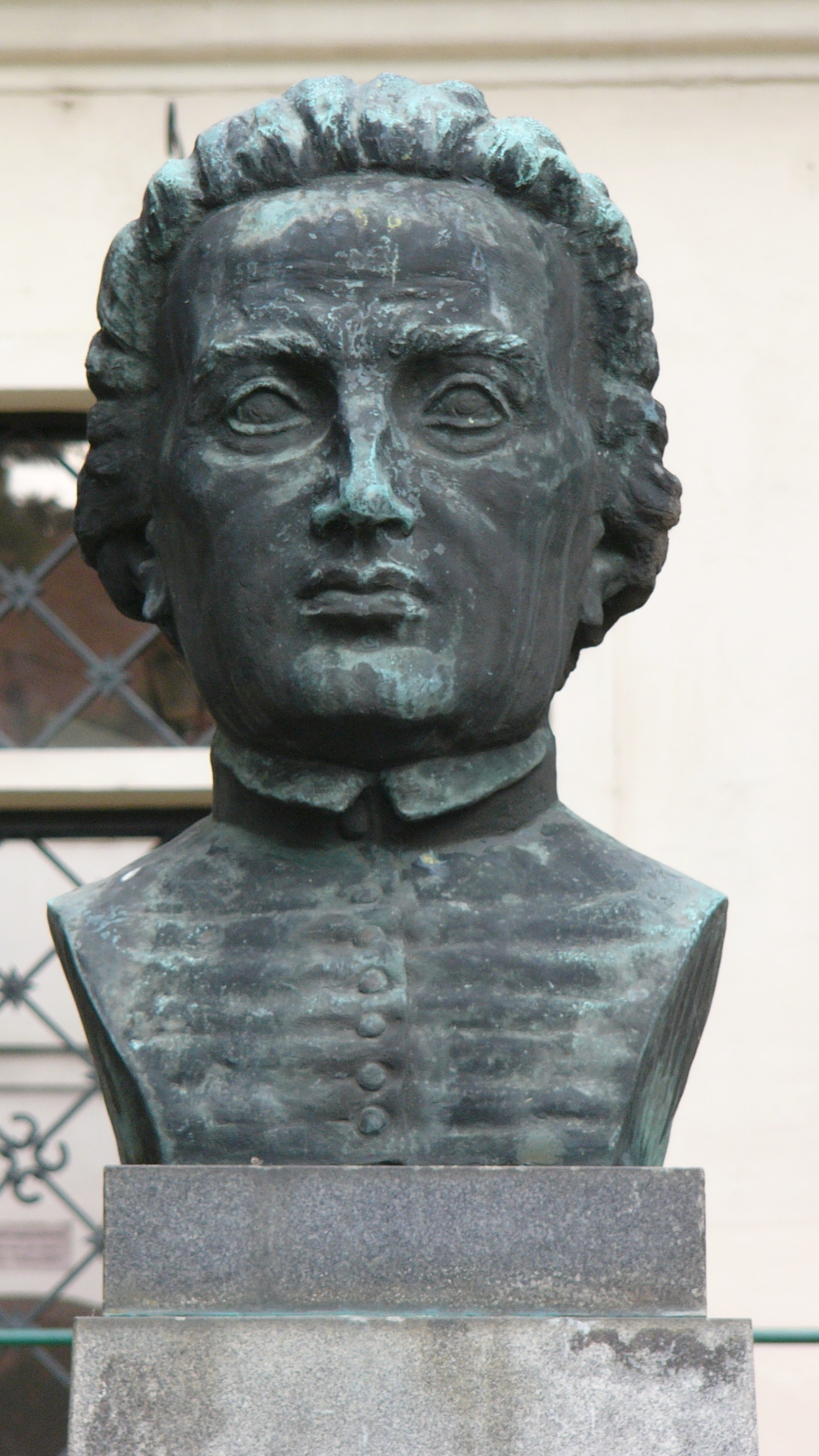
Prokop Diviš – busta na Divišově náměstí před budovou Jezuitské koleje ve Znojmě. Bustu vytvořil Jan Tomáš Fischer.

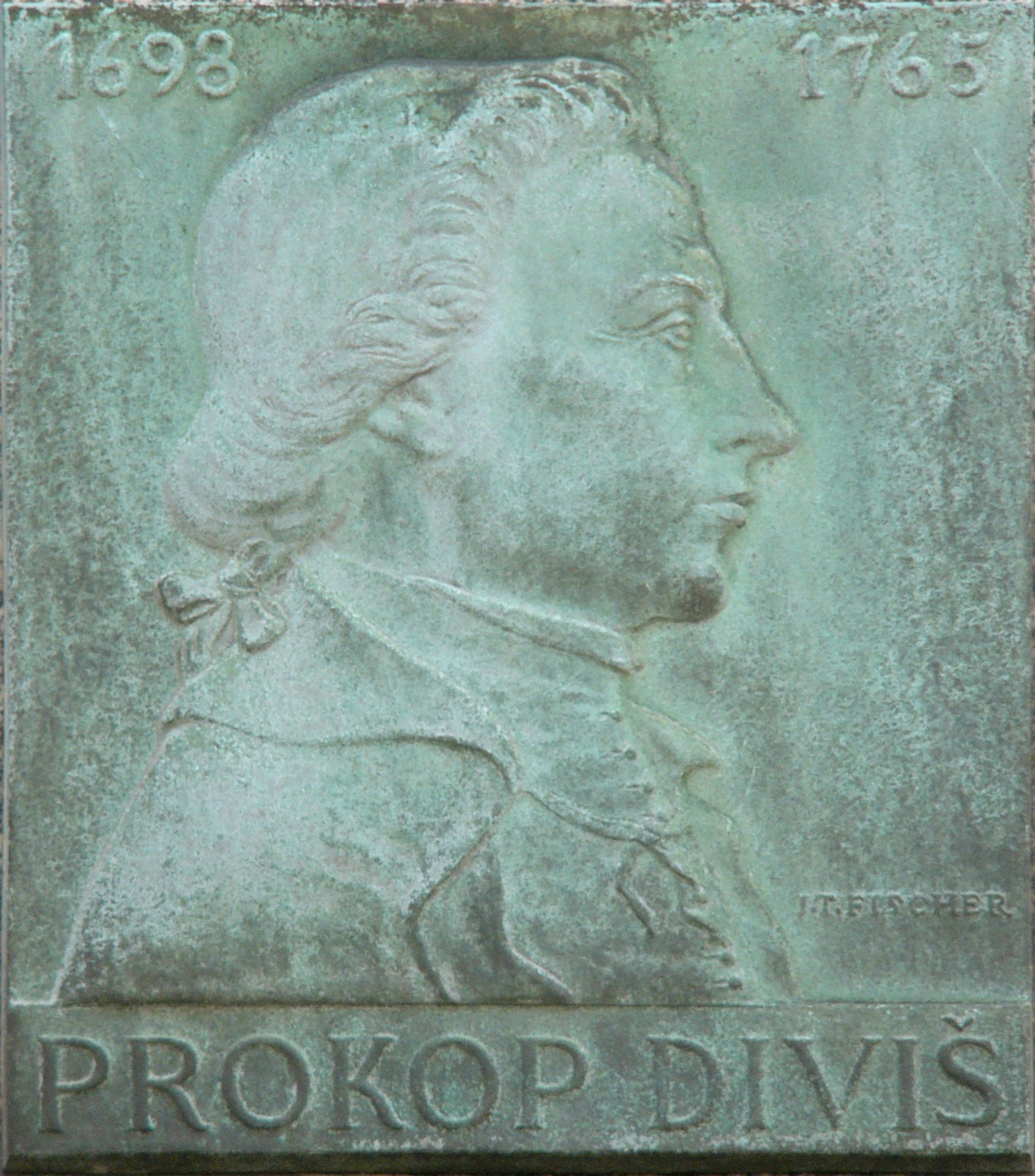
Prokop Diviš – detail pamětní desky na budově Jezuitského gymnázia na Jezuitském náměstí ve Znojmě. Desku vytvořil Jan Tomáš Fischer (1912–1957)

Mladý Václav byl vynikajícím studentem. Na přímluvu příbuzného, rektora jezuitské koleje ve Znojmě Jindřicha Dušíka, byl přijat na studia jezuitského latinského gymnázia ve Znojmě jako stipendista premonstrátů Louckého kláštera. Po složení řeholního slibu přijal jméno Prokop a své příjmení změnil na Diwisch (v českém pravopisu Diviš).

## Působení v Louce u Znojma a v Příměticích
V roce 1720 po absolvování středoškolského studia vstoupil jako novic do premonstrátského řádu v Louce u Znojma. V září roku 1726 byl vysvěcen na kněze. Zároveň se stal učitelem přírodních věd. Roku 1729 byl jmenován profesorem filosofie a teologie. Během své pedagogické činnosti rozpracoval disertační práci z oboru teologie a filosofie. Roku 1733 svou práci úspěšně obhájil a byl v Salcburku promován na doktora teologie a v Olomouci na doktora filosofie. Po promoci v Salcburku byl jmenován podpřevorem kláštera v Louce.
V roce 1736 přijal návrh opata Nolbeka, aby se ujal řízení farnosti v Příměticích u Znojma a stal se farářem působícím v kostele svaté Markéty. Zde se plně věnoval svým experimentům se statickou elektřinou. K tomuto účelu si vlastnoručně zhotovil přístroj zvaný elektrum. Byla to skleněná koule, upevněná k dřevěné hřídeli, jejímž otáčením a třením o polštář z telecí kůže získával elektřinu.
V období 1741–1742 převzal Prokop Diviš úřad převora v klášteře v Louce a díky své prozíravosti zachránil rozsáhlý loucký klášter před zkázou během války o rakouské dědictví.

## Působení v Příměticích a první pokusy s elektřinou
V roce 1742 se vrátil zpět na přímětickou faru a tam pokračoval ve svých výzkumech. Již tehdy zjistil, že blýskání a hřmění za bouřky je elektrické podstaty a jde vlastně o tytéž jevy, které pozoroval při svých pokusech. Pověst o jeho experimentech se brzy donesla k císařskému dvoru do Vídně. V roce 1750 byl vyzván, aby své pokusy demonstroval přímo před zraky císaře Františka Štěpána I. Lotrinského a císařovny Marie Terezie. Císařský pár byl pokusy tak nadšen, že jej odměnil zlatými medailemi se svými podobenkami. Celou dobu vedl Diviš i čilou korespondenci s fyziky a učenci po celém světě (mj. s Leonhardem Eulerem).

## Vynálezecká a publikační činnost

### Vynález bleskosvodu

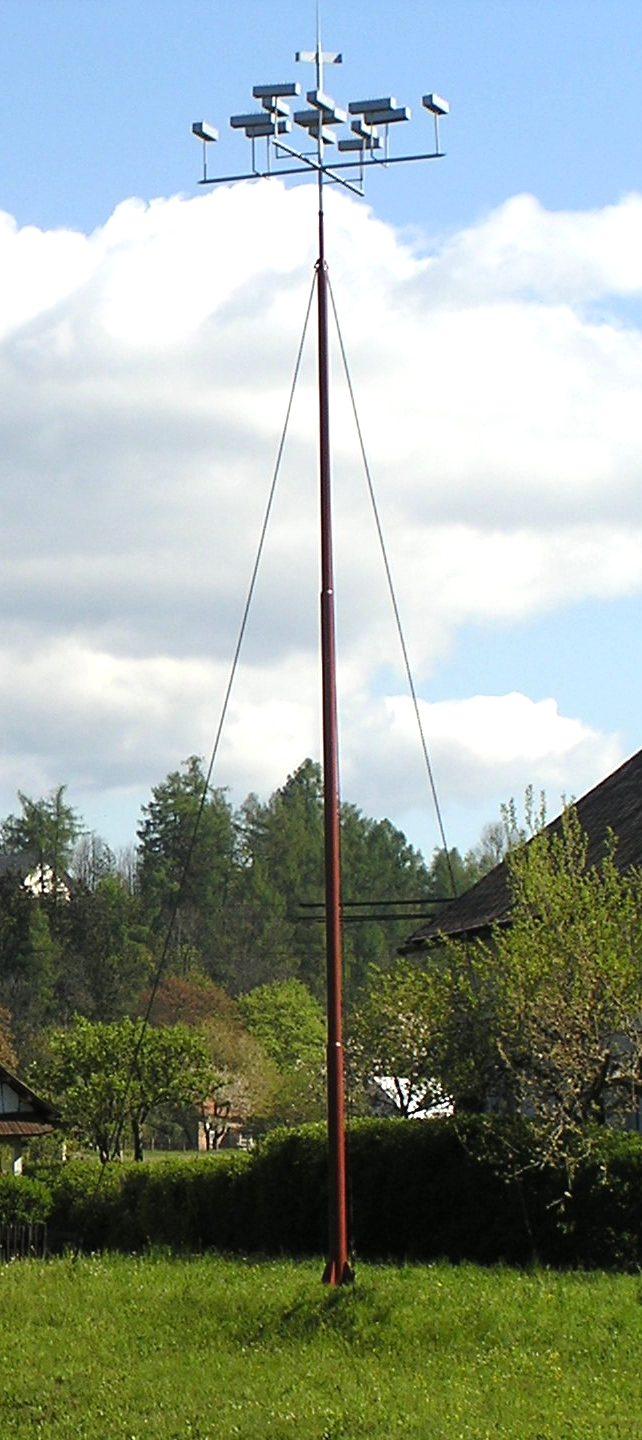
Divišův „meteorologický stroj“ fungoval jako bleskosvod.

V roce 1753 byl v Petrohradě při pokusech zabit bleskem profesor Georg Wilhelm Richmann a to vyprovokovalo V. P. Diviše k tomu, aby sepsal krátké latinské pojednání o svádění elektrických výbojů z mračen do země. Tuto zprávu 24. října 1753 poslal do Petrohradu Akademii věd k posouzení. Zpráva však došla pozdě. O německé vydání Divišova pojednání, které se ovšem značně liší od Zprávy petrohradské akademie věd, se zasloužil Divišův obdivovatel Johann Ludwig Fricker. Akademie věd Divišovým teoriím nevěnovaly patřičnou pozornost, protože začínaly citáty z Bible a rozvíjely elektroteologické teorie, které v té době byly již zastaralé. Přes tyto rétorické nedostatky a neznalost jazyka současné vědy byly konkrétní Divišovy poznatky užitečné a pozornost akademiků by si zasluhovaly.
Vědecká veřejnost byla tehdy hluboce otřesena tragickou smrtí profesora Richmanna a pokusy s blesky byly namnoze zastaveny. Prokop Diviš se však rozhodl realizovat svůj záměr – postavit meteorologický stroj. Divišův „meteorologický stroj" (machina meteorologica) nebyl hromosvod v dnešním slova smyslu. Divišův stroj měl trvale vyrovnávat napětí mezi nebem a zemí, a tak odvracet samotný vznik výboje. Základem stroje byl vodorovný železný kříž umístěný na patnáctimetrovém (a později 41,5 m vysokém) stožáru. Ramena kříže byla na konci kolmo doplněna kratšími vodorovnými tyčemi, na kterých bylo umístěno 12 kovových krabic, v nichž bylo do silné vrstvy železných pilin vloženo celkem asi 400 k obloze čnících ostrých kovových hrotů. Celá konstrukce byla vodivě spojena se zemí třemi řetězy.
Dne 15. června 1754 vztyčil Prokop Diviš svůj povětrnostní stroj. Byla to soustava 400 kovových hrotů spojených s uzemněním, která měla odsávat elektřinu z oblak a snižovat tak nebezpečí vzniku blesku. Fungovala samozřejmě i jako bleskosvod. Americký vědec a státník Benjamin Franklin přišel již v roce 1749 s důkazem, že blesk je elektrické podstaty. Svůj tyčový uzemněný bleskosvod však postavil ve Filadelfii až v roce 1760, tedy šest let po Divišovi. Jednalo se o zařízení ideově odlišné od vynálezu Václava Prokopa Diviše. Benjamin Franklin svůj jednohrotý bleskosvod sestrojil na základě jednodušší a správnější představy, že bleskosvod pouze svádí blesky na neškodné místo a nemůže zabránit vzniku výbojů. Jeho bleskosvod se dal snáze sestrojit, poskytoval skutečnou ochranu bez zbytečných nákladů, a rychle se proto rozšířil. První Franklinův bleskosvod byl v Čechách vztyčen roku 1775 na zámku Měšice u Prahy, a to českým chirurgem a anatomem Janem Tadeášem Klinkošem.
Svá pozorování prováděl V. P. Diviš při každé bouřce. Své závěry sepsal v rozsáhlém pojednání „Magia naturalis“ (O podstatě atmosférické elektřiny), který dedikoval císařovně Marii Terezii. Princip svého vynálezu si Diviš ověřil dokonce i při návštěvě císařského dvora, kde pomocí hrotů ukrytých ve své paruce rušil experimenty dvorních fyziků.

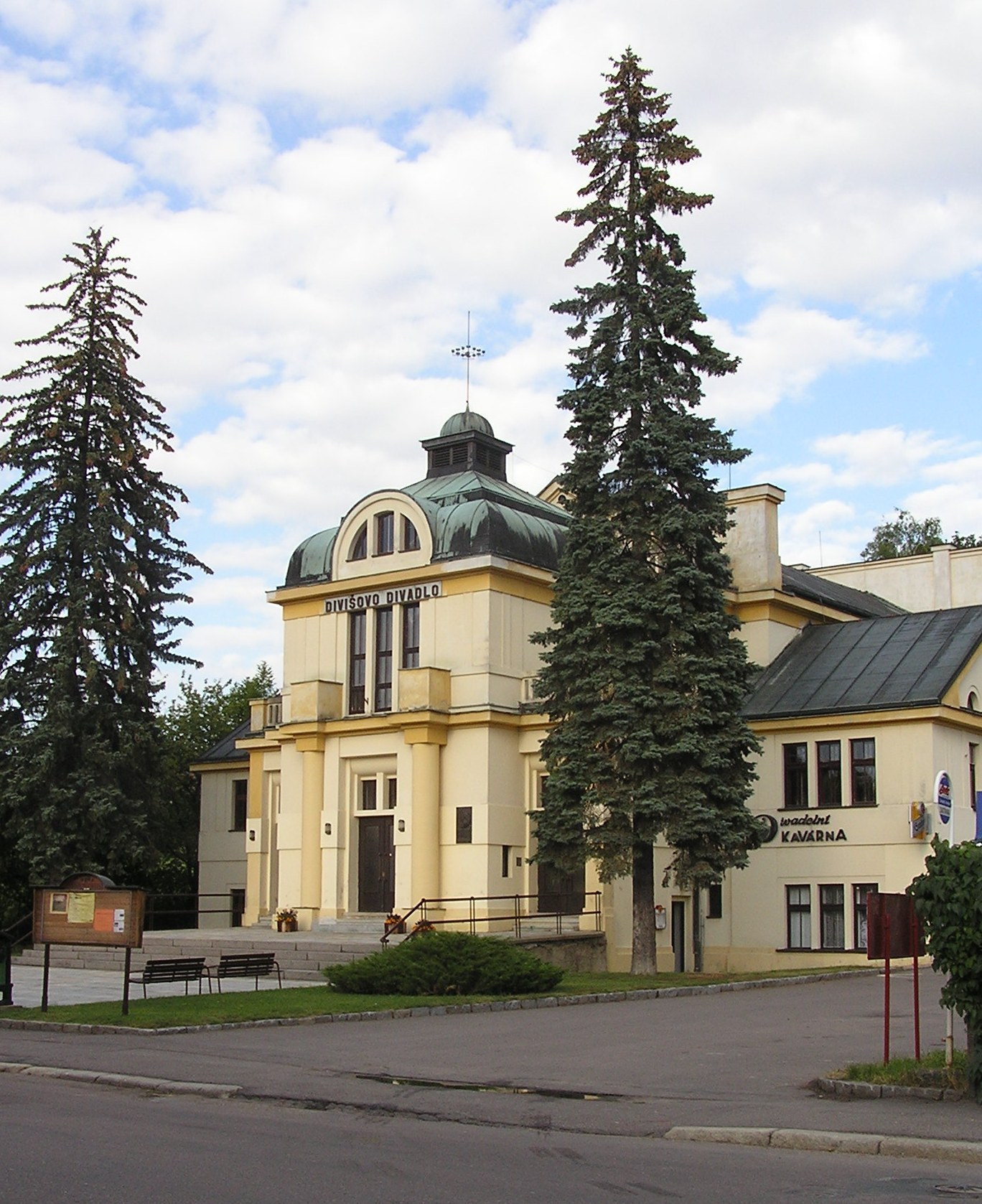
Divišovo divadlo v Žamberku

V roce 1759 postihlo celou střední Evropu nebývalé sucho. V Příměticích se však vesničané domnívali, že pravou příčinou tohoto sucha je Divišův bleskosvod, který rozhání mraky. Proto v březnu roku 1760 vnikli do zahrady přímětické fary, uvolnili zemnící řetězy a celou konstrukci bleskosvodu strhli a zničili. Nicméně o rok později ho na žádost sedláků v Příměticích postavili znovu.
V. P. Diviš udržoval kontakty s vědci a vzdělanci své doby. Dopisoval si mimo jiné s Leonhardem Eulerem.
Jedna kopie Divišova bleskosvodu dnes stojí vedle jeho domku a druhá kopie je umístěna na budově Divišova divadla, postaveného a otevřeného v roce 1926 v Žamberku. Další kopie stojí u Památníku Prokopa Diviše ve Znojmě-Příměticích.

### Elektrický hudební nástroj „Denis d'Or“
Roku 1753 využil V. P. Diviš (sám výborný hudebník) elektrickou energii také u vlastního hudebního nástroje. Sestrojil unikátní strunný nástroj „Zlatý Diviš“ (Denis d'Or). Elektřina měla čistit zvuk strun. Tento unikát měl 790 kovových strun, 3 klaviatury, trojí pedálový systém a byl napojen na elektrickou energii leydenských láhví. Johann Ludwig Fricker, který Diviše osobně navštívil v jeho působišti v Příměticích u Znojma, podal o jeho hudebním nástroji nadšenou zprávu v Tübinských učených zprávách (Tübingische Berichte von gelehrten Sachen, XXX, červenec 1754, 395). Připomínal zvuk dechových i strunných nástrojů a dokázal zastoupit orchestr. Denis d’Or dokonce okouzlil císaře Josefa II. natolik, že v roce 1784 nařídil při konfiskaci majetku kláštera v Louce, aby byl převezen ke dvoru do Vídně, kde na něj koncertoval mnich Norbert Weiser. Nástroj se však do dnešní doby nedochoval, jeho stopy končí v Prešpurku.

### Zkoumání využití elektřiny pro léčebné účely
V. P. Diviš využíval statickou elektřinu také pro léčebné účely, pozoroval její blahodárný vliv na léčení různých forem ochrnutí, revmatismu a svalových křečí.
Jeho léčení probíhalo tak, že na podstavec z dobře vysušeného bukového dřeva byla postavena deska na speciálních nožkách pokrytá vlněným koberečkem a pak na ni na židli posazen nemocný. K elektrizování Diviš používal kovové tyčky, opatřené kuličkou, zasazené do dobře izolované rukojeti. Tyčka byla spojena vodičem se zdrojem elektřiny. Léčením si V. P. Diviš proti sobě postavil nejen lékárníky, ale také lékaře a kněží. Využití elektrické energie k terapeutickým účelům V. P. Diviš konzultoval s dvorním lékařem císařovny Marie Terezie Gerardem van Swietenem (1700–1772), který byl uznávanou autoritou v oboru medicíny a lékařství v Rakousku a Divišovo uplatňování elektrické energie velmi pozitivně oceňoval. O svých pokusech Diviš sepsal mnoho pojednání, tiskem ale vyšla pouze některá a to ještě navíc mimo Rakousko, kde neprošla cenzurou.

## Úmrtí
Prokop Diviš zemřel ve Znojmě v prosinci 1765, přesnější údaje ale nejsou doloženy. Jako místo se uvádí Přimětice nebo i nedaleký klášter v Louce. Jako den se uvádí 21. prosinec 1765, v publikaci Eduarda Alberta z roku 1898 jsou ale citovány hned dva různé zápisy: podle katalogu premonstrátských kanovníků to bylo 22. prosince 1765, podle nekrologia strahovského kláštera 25. prosince 1765. Pohřben je snad ve společném hrobě louckých premonstrátů ve Znojmě.

## Zajímavosti
Jméno Prokopa Diviše bylo umístěno na budově Národního muzea v Praze spolu s dalšími jednasedmdesáti jmény významných osobností české historie.
V roce 1955 natočil režisér Jaromír Vašta s Václavem Voskou krátký životopisný film o Prokopu Divišovi jako absolventskou práci. V brněnském televizním studiu byla natočena  v roce 1977 inscenace zachycující období Divišova působení v Příměticích (režie Jiří Bělka, v titulní roli Miloš Nedbal).

## Fotogalerie

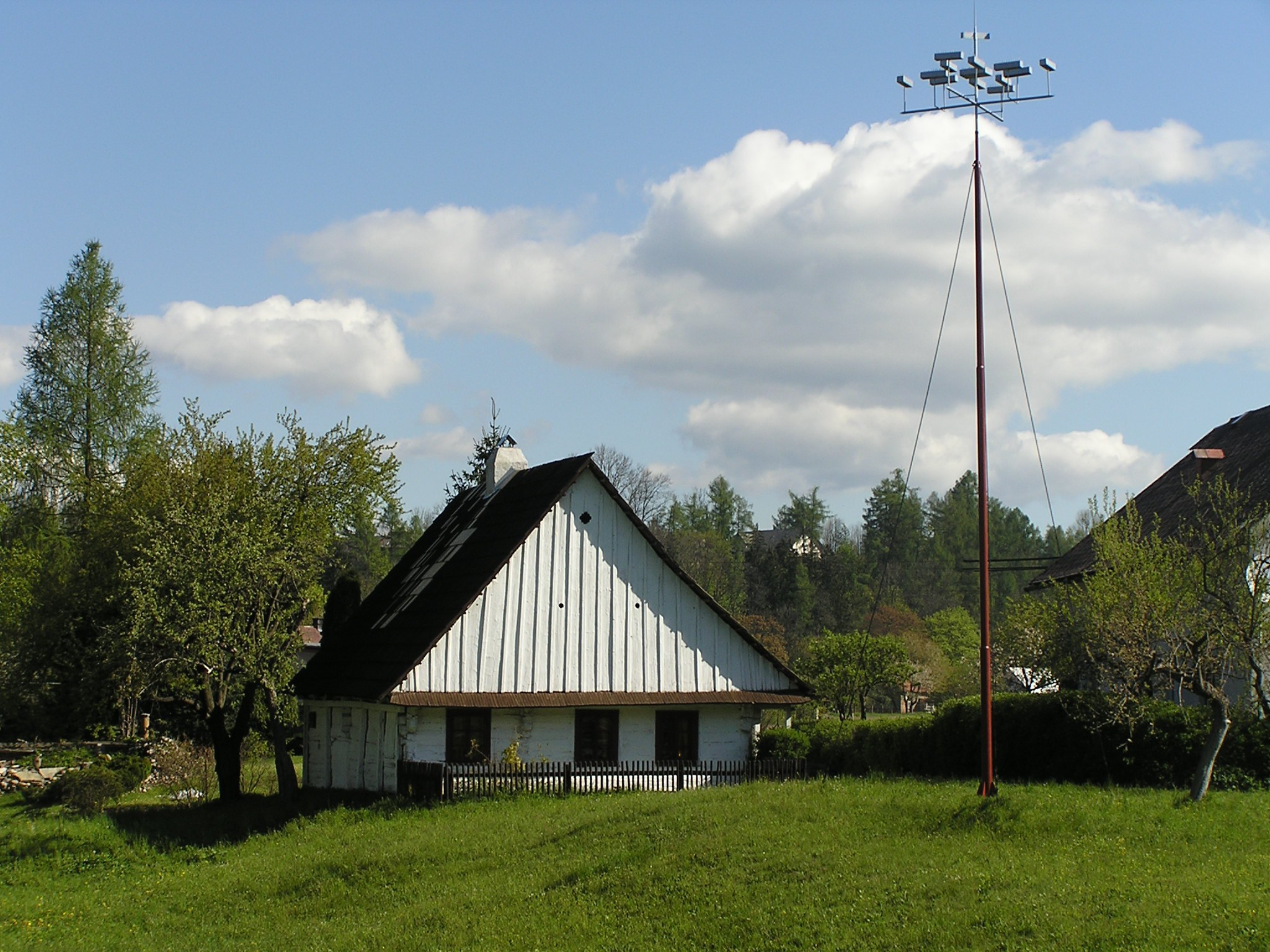
Údajně rodný domek Prokopa Diviše
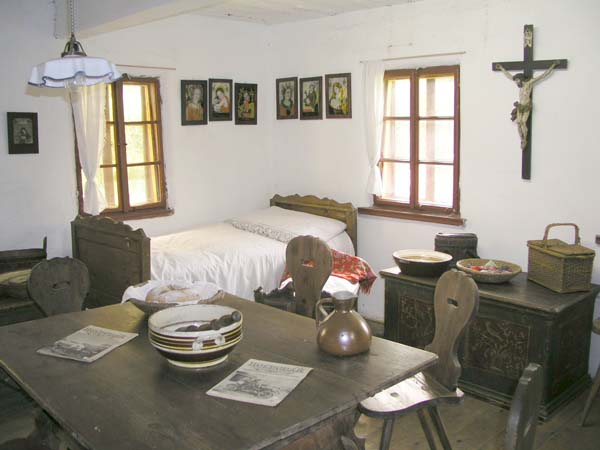
Interiér domku Prokopa Diviše
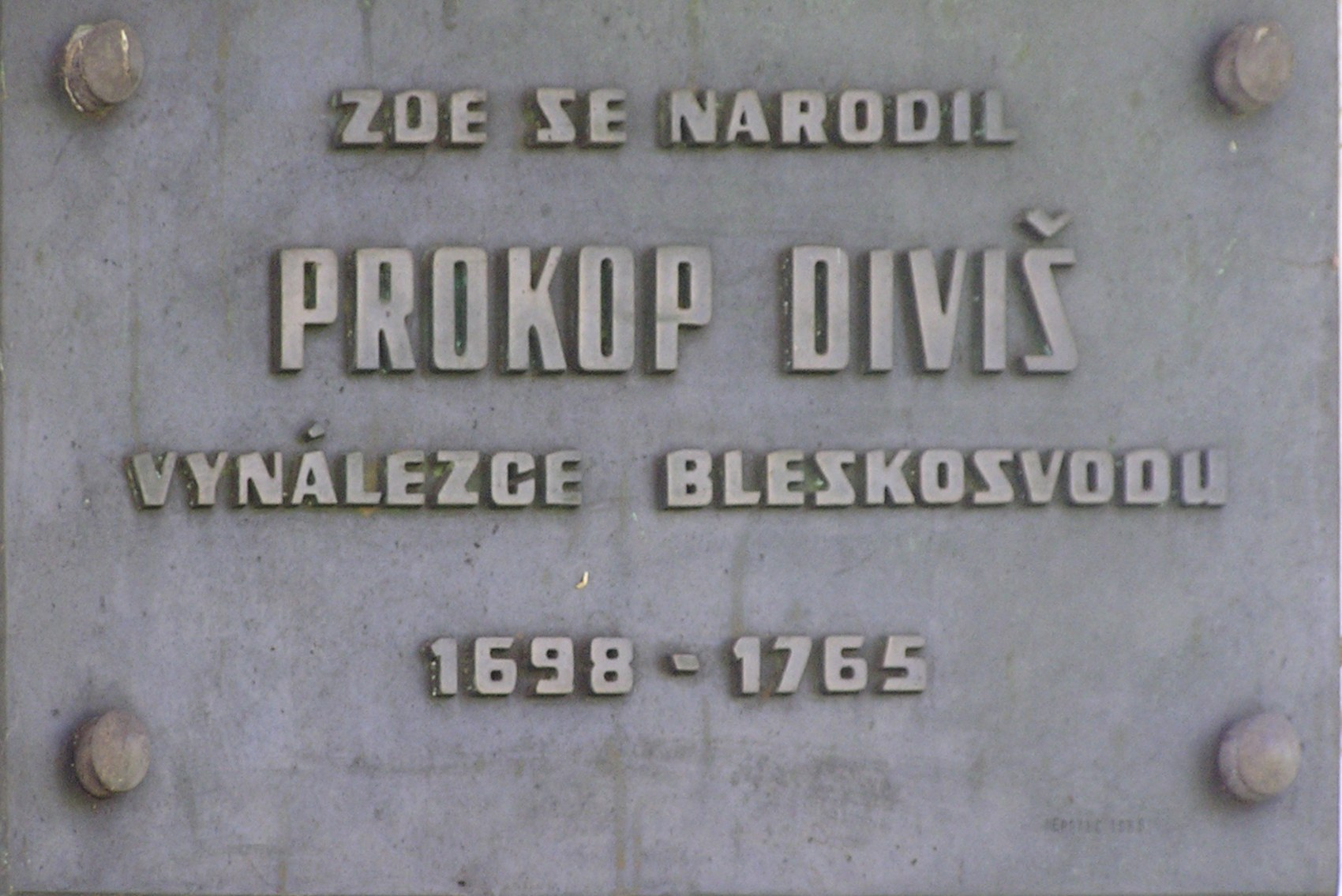
Pamětní deska na domku Prokopa Diviše

## Shrnutí
Jeho církevní kariéra zahrnovala posty podpřevora Louckého kláštera, faráře v Příměticích u Znojma, převora Louckého kláštera (1741–1742) a opět faráře v Příměticích.
Krom činností spojených s církevními úřady se zabýval přírodními vědami, kdy předmětem jeho zkoumání byla především elektřina. Udržoval písemný styk s významnými vědci po celém světě a své pokusy s elektřinou měl tu čest demonstrovat i před císařským párem.
Vyrobil celou řadu přístrojů pracujících s elektřinou: elektrum (stroj vyrábějící třením elektrickou energii), tzv. meteorologický stroj (měl vysávat elektrickou energii z mraků a bránit tak samému vývoji blesků, ve skutečnosti šlo o funkční bleskosvod) a elektrický strunný nástroj Zlatý Diviš. Též využíval statickou elektřinu k elektroléčbě.
Dnes je právem řazen mezi vědce světového významu.